# Bjoernstadia
Bjoernstadia is een geslacht van vlinders van de familie Metarbelidae. De wetenschappelijke naam en de beschrijving van dit geslacht werden voor het eerst in 2012 gepubliceerd door Ingo Lehmann.

## Soorten
- Bjoernstadia kasuluensis Lehmann, 2012